# Brünner Uhr

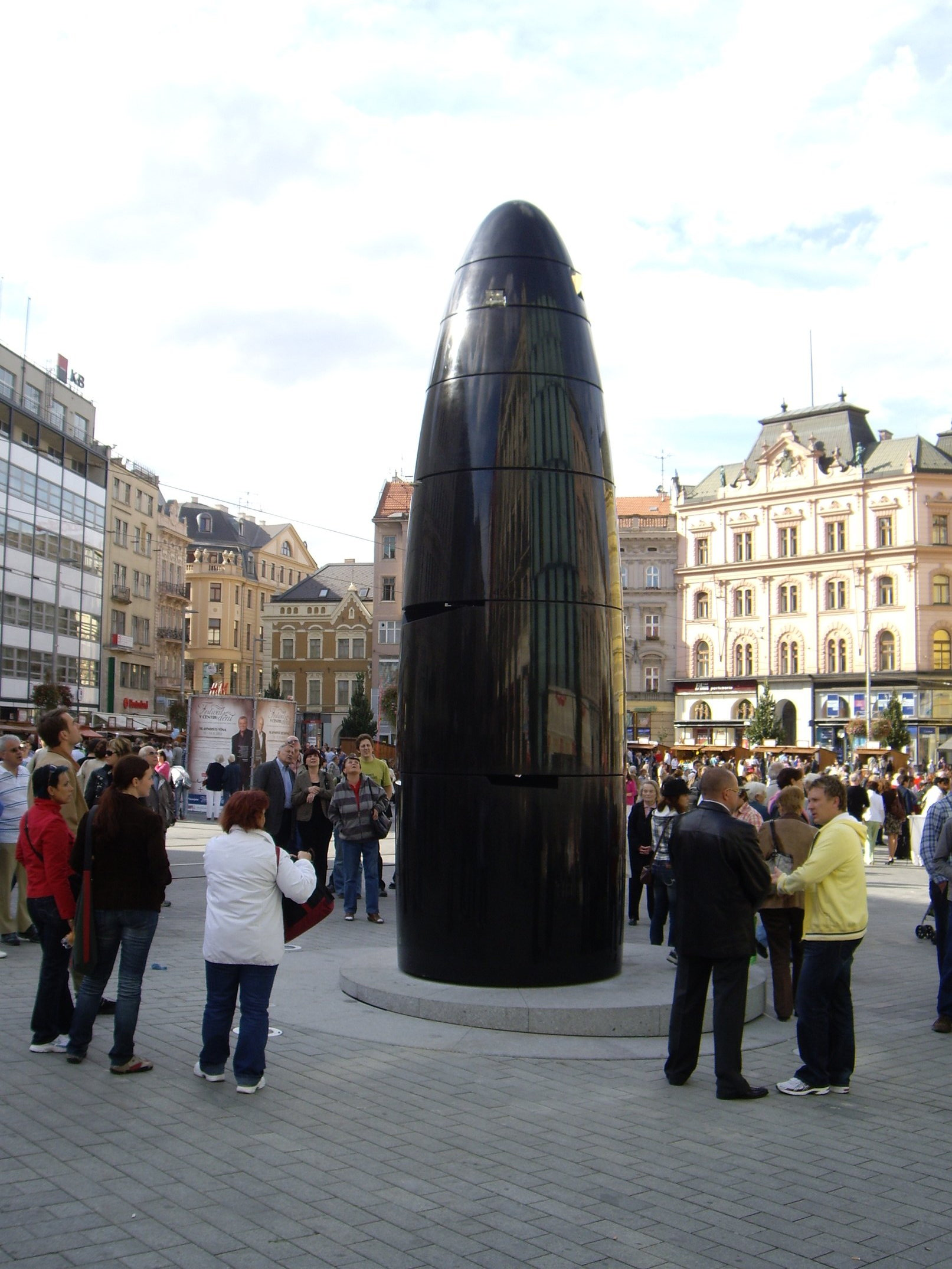
Brünner Uhr

Die Brünner Uhr (tschechisch Brněnský orloj) ist eine Skulptur in der mährischen Stadt Brünn. Sie wurde nach dem Entwurf der Künstler Oldřich Rujbr und Petr Kameník errichtet und im Jahre 2010 enthüllt. Die Form der Brünner Uhr stellt eine Patrone dar. Diese erinnert an die Belagerung Brünns durch schwedische Truppen im Jahre 1645.
Einzelne Teile an der Spitze des Objektes drehen sich in Intervallen von 1 Minute, 1 Stunde sowie 12 Stunden; das Uhrwerk ist eine Funkuhr, gesteuert mit einem Funksignal aus Frankfurt am Main. Jeden Tag um 11 Uhr Ortszeit wird aus einer Öffnung eine kleine Kugel ausgelassen. Diese Funktion steht auch der Namensgebung zu Grunde.